# موريتز فاغنر
موريتز فاغنر (بالألمانية: Moritz Wagner)‏ (و. 1813 – 1887 م) هو مستكشف، وكاتب، وعالم نبات، وأستاذ جامعي من مملكة بافاريا . ولد في بايرويت .
توفي في ميونخ ، عن عمر يناهز 74 عاماً.

## التعليم
تعلم في جامعة إرلنجن نورنبيرغ

## مناصب وهيئات
أدار جامعة لودفيش ماكسيميليان في ميونخ.